# Eupneusta
Eupneusta is een geslacht van vlinders van de familie grasmineermotten (Elachistidae).

## Soorten
- E. solena Bradley, 1974